# Daniel François
Pour les articles homonymes, voir François.
Daniel François est un footballeur professionnel français, né le 8 novembre 1953 à Caen. 
Ce joueur, mesurant 1,73 mètre pour 66 kg, était capable d'évoluer à tous les postes de l'attaque. Il fut champion de France en 1978 avec l'AS Monaco pour sa seule saison dans ce club. 

## Carrière de joueur
- 1972-1973 : SM Caen (Division 2, 10 buts) [2]
- 1973-1974 : FC Lorient (Division 2)
- 1974-1975 : SCO Angers (Division 1, 1 but)
- Le Havre AC
- 1977-1978 : AS Monaco (Division 1, 9 matchs, 3 buts)
- 1978-1980 : SM Caen (Division 3, 20 buts)
- 1980-1981 : SM Caen (Division 2, 1 but)

## Palmarès
- Champion de France (1978)